# Ernemont-la-Villette
Ernemont-la-Villette – miejscowość i gmina we Francji, w regionie Normandia, w departamencie Sekwana Nadmorska.
Według danych na rok 1990 gminę zamieszkiwało 180 osób, a gęstość zaludnienia wynosiła 24 osoby/km² (wśród 1421 gmin Górnej Normandii Ernemont-la-Villette plasuje się na 721. miejscu pod względem liczby ludności, natomiast pod względem powierzchni na miejscu 499.).